# Ray Emery
Pour les articles homonymes, voir Emery.
Raymond Emery, dit Ray Emery (né le 28 septembre 1982 à Hamilton dans la province de l'Ontario au Canada et mort le 15 juillet 2018 dans la même ville) est un joueur professionnel canadien de hockey sur glace.

## Carrière

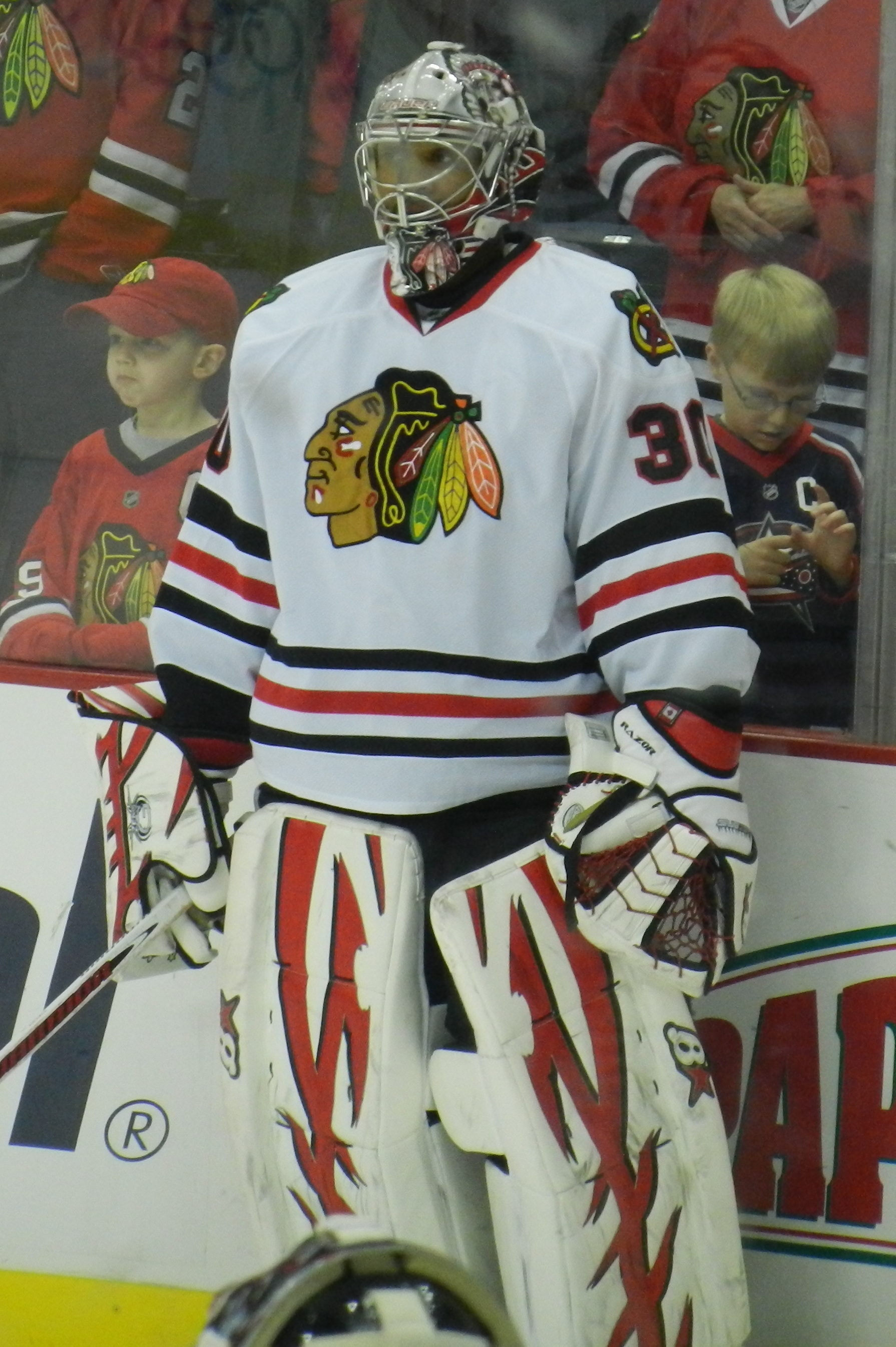
Ray Emery en 2012.

En 1999, Ray Emery débute en ligue mineure dans la Ligue de hockey de l'Ontario avec les Greyhounds de Sault Ste. Marie. Il est choisi par les Sénateurs d'Ottawa au repêchage d'entrée dans la LNH 2001 au quatrième tour en 99e position. La saison suivante, il débute en professionnel avec les Senators de Binghamton de la Ligue américaine de hockey et fait ses premières apparitions avec Ottawa dans la Ligue nationale de hockey. En 2006-2007, Emery mène les Sénateurs en finale de la Coupe Stanley remportée par les Ducks d'Anaheim.
À la suite de divers écarts dont des retards à l'entrainement, il est soumis au ballotage en juin 2008 par son équipe. Aucune franchise ne l'ayant réclamé, il devient agent libre le 1er juillet 2008.
En juillet 2008, trois équipes de la LNH seulement ayant manifesté de l'intérêt pour lui, il signe un contrat d'un an d'une valeur de 2 millions de dollars avec l'Atlant Mytichtchi pour la saison 2008-2009 dans la Ligue continentale de hockey. Il partage son temps de jeu avec Vitaly Kolesnik.
Il revient dans la LNH pour la saison 2009-2010 en signant un contrat d'un an avec les Flyers de Philadelphie pour 1,5 million de dollars, avec pour but de prendre la place de Martin Biron. Au cours de cette saison, il souffre d'une nécrose avasculaire et doit subir une opération à une hanche, qui met fin à sa saison vers mars 2010.
Après des mois de réhabilitation, il signe le 7 février 2011 un contrat d'une saison à deux volets avec les Ducks d'Anaheim. Il est assigné au club-école de l'équipe, le Crunch de Syracuse de la LAH, et après trois matchs, il est rappelé le 23 février par les Ducks et le 13 mars contre les Coyotes de Phoenix, il joue son premier match dans la LNH depuis février 2010. Il joue 10 matchs en saison régulière pour sept victoires et deux défaites et aide l'équipe à faire les séries éliminatoires. En raison de son retour au jeu et sa persévérance, il est nommé pour le trophée Bill-Masterton, trophée finalement remis à son ancien coéquipier des Flyers Ian Laperrière.
Le 24 juin 2013, il remporte la Coupe Stanley 2013 avec les Blackhawks de Chicago. Cette saison même, Emery ainsi son coéquipier Corey Crawford remportent à deux le trophée William-M.-Jennings remis annuellement au gardien de but ayant encaissé le moins de buts durant la saison régulière.
Le 5 juillet 2013, il revient aux Flyers de Philadelphie pour une saison.
Il meurt le 15 juillet 2018 en se noyant dans le lac Ontario.

## Statistiques
| Saison     | Équipe                           | Ligue      |     | Saison régulière | Saison régulière | Saison régulière | Saison régulière | Saison régulière | Saison régulière | Saison régulière | Saison régulière | Saison régulière | Saison régulière |    | Séries éliminatoires | Séries éliminatoires | Séries éliminatoires | Séries éliminatoires | Séries éliminatoires | Séries éliminatoires | Séries éliminatoires | Séries éliminatoires | Séries éliminatoires |
| Saison     | Équipe                           | Ligue      | PJ  | V                | D                | Pr/N             | Min              | BC               | Moy              | % Arr            | Bl               | Pun              | PJ               | V  | D                    | Min                  | BC                   | Moy                  | % Arr                | Bl                   | Pun                  |                      |                      |
| 1998-1999  | Terriers de Dunnvile             | NDJCHL     | 22  | 3                | 19               | 0                | 1 320            | 140              | 6,37             |                  | 0                |                  | -                | -  | -                    | -                    | -                    | -                    | -                    | -                    | -                    |                      |                      |
| 1999-2000  | Cougars de Welland               | GHL        | 23  | 13               | 10               | 1                | 1 323            | 62               | 2,68             |                  | 1                |                  | -                | -  | -                    | -                    | -                    | -                    | -                    | -                    | -                    |                      |                      |
| 1999-2000  | Greyhounds de Sault-Sainte-Marie | LHO        | 16  | 9                | 3                | 0                | 716              | 36               | 3,02             |                  | 1                | 0                | 15               | 8  | 7                    | 883                  | 33                   | 2,24                 |                      | 3                    | 2                    |                      |                      |
| 2000-2001  | Greyhounds de Sault-Sainte-Marie | LHO        | 52  | 18               | 29               | 2                | 2 938            | 174              | 3,55             |                  | 1                | 42               | -                | -  | -                    | -                    | -                    | -                    | -                    | -                    | -                    |                      |                      |
| 2001-2002  | Greyhounds de Sault-Sainte-Marie | LHO        | 59  | 33               | 17               | 9                | 3 477            | 158              | 2,73             | 91,4             | 4                | 21               | 6                | 2  | 4                    | 360                  | 19                   | 3,17                 | 92,5                 | 1                    | 0                    |                      |                      |
| 2002-2003  | Senators de Binghamton           | LAH        | 50  | 27               | 17               | 6                | 2 924            | 118              | 2,42             | 92,4             | 7                | 52               | 14               | 8  | 6                    | 848                  | 40                   | 2,83                 | 91,2                 | 2                    | 0                    |                      |                      |
| 2002-2003  | Sénateurs d'Ottawa               | LNH        | 3   | 1                | 0                | 0                | 85               | 2                | 1,42             | 92,3             | 0                | 0                | -                | -  | -                    | -                    | -                    | -                    | -                    | -                    | -                    |                      |                      |
| 2003-2004  | Senators de Binghamton           | LAH        | 53  | 21               | 23               | 7                | 3 109            | 128              | 2,47             | 92,2             | 3                | 72               | 2                | 0  | 2                    | 120                  | 6                    | 3,01                 | 91,2                 | 0                    | 0                    |                      |                      |
| 2003-2004  | Sénateurs d'Ottawa               | LNH        | 3   | 2                | 0                | 0                | 126              | 5                | 2,38             | 90,4             | 0                | 2                | -                | -  | -                    | -                    | -                    | -                    | -                    | -                    | -                    |                      |                      |
| 2004-2005  | Senators de Binghamton           | LAH        | 51  | 28               | 18               | 5                | 2 993            | 132              | 2,65             | 91               | 0                | 50               | 6                | 2  | 4                    | 409                  | 14                   | 2,05                 | 92,5                 | 0                    | 4                    |                      |                      |
| 2005-2006  | Sénateurs d'Ottawa               | LNH        | 39  | 23               | 11               | 4                | 2 168            | 102              | 2,82             | 90,2             | 3                | 2                | 10               | 5  | 5                    | 604                  | 29                   | 2,88                 | 0,9                  | 0                    | 0                    |                      |                      |
| 2006-2007  | Sénateurs d'Ottawa               | LNH        | 58  | 33               | 16               | 6                | 3 351            | 138              | 2,47             | 91,8             | 5                | 30               | 20               | 13 | 7                    | 1 249                | 47                   | 2,26                 | 90,7                 | 3                    | 0                    |                      |                      |
| 2007-2008  | Senators de Binghamton           | LAH        | 2   | 1                | 1                |                  |                  | 6                | 3                | 93               | 0                | 2                | -                | -  | -                    | -                    | -                    | -                    | -                    | -                    | -                    |                      |                      |
| 2007-2008  | Sénateurs d'Ottawa               | LNH        | 31  | 12               | 13               | 4                | 1 689            | 88               | 3,13             | 89               | 0                | 6                | -                | -  | -                    | -                    | -                    | -                    | -                    | -                    | -                    |                      |                      |
| 2008-2009  | Atlant Mytichtchi                | KHL        | 36  |                  |                  |                  | 2 070            | 73               | 2,12             |                  | 2                | 2                | 7                |    |                      | 419                  | 13                   | 1,86                 |                      | 1                    | 0                    |                      |                      |
| 2009-2010  | Flyers de Philadelphie           | LNH        | 29  | 16               | 11               | 1                | 1 684            | 74               | 2,64             | 90,5             | 3                | 2                | -                | -  | -                    | -                    | -                    | -                    | -                    | -                    | -                    |                      |                      |
| 2009-2010  | Phantoms de l'Adirondack         | LAH        | 1   | 0                | 1                | 0                | 59               | 2                | 2,03             | 85,7             | 0                | 2                | -                | -  | -                    | -                    | -                    | -                    | -                    | -                    | -                    |                      |                      |
| 2010-2011  | Crunch de Syracuse               | LAH        | 5   | 4                | 1                | 0                | 303              | 10               | 1,98             | 94,3             | 0                | 0                | -                | -  | -                    | -                    | -                    | -                    | -                    | -                    | -                    |                      |                      |
| 2010-2011  | Ducks d'Anaheim                  | LNH        | 10  | 7                | 2                | 0                | 527              | 20               | 2,28             | 92,6             | 0                | 0                | 6                | 2  | 3                    | 319                  | 17                   | 3,2                  | 89,7                 | 0                    | 0                    |                      |                      |
| 2011-2012  | Blackhawks de Chicago            | LNH        | 34  | 15               | 9                | 4                | 1 774            | 83               | 2,81             | 90,9             | 0                | 2                | -                | -  | -                    | -                    | -                    | -                    | -                    | -                    | -                    |                      |                      |
| 2012-2013  | Blackhawks de Chicago            | LNH        | 21  | 17               | 1                | 0                | 1 116            | 36               | 1,94             | 92,2             | 3                | 0                | -                | -  | -                    | -                    | -                    | -                    | -                    | -                    | -                    |                      |                      |
| 2013-2014  | Flyers de Philadelphie           | LNH        | 28  | 9                | 12               | 2                | 1 398            | 69               | 2,96             | 90,3             | 2                | 31               | 3                | 1  | 2                    | 172                  | 10                   | 3,49                 | 88,8                 | 0                    | 0                    |                      |                      |
| 2014-2015  | Flyers de Philadelphie           | LNH        | 31  | 10               | 11               | 7                | 1 570            | 80               | 3,06             | 89,4             | 0                | 4                | -                | -  | -                    | -                    | -                    | -                    | -                    | -                    | -                    |                      |                      |
| 2015-2016  | Reign d'Ontario                  | LAH        | 3   | 1                | 1                | 1                | 182              | 10               | 3,3              | 87,8             | 0                | 0                | -                | -  | -                    | -                    | -                    | -                    | -                    | -                    | -                    |                      |                      |
| 2015-2016  | Marlies de Toronto               | LAH        | 3   | 2                | 1                | 0                | 178              | 8                | 2,69             | 89,7             | 0                | 0                | -                | -  | -                    | -                    | -                    | -                    | -                    | -                    | -                    |                      |                      |
| 2015-2016  | Adler Mannheim                   | DEL        | 7   |                  |                  |                  | 420              | 3                |                  |                  | 0                | 0                | -                | -  | -                    | -                    | -                    | -                    | -                    | -                    | -                    |                      |                      |
| Totaux LNH | Totaux LNH                       | Totaux LNH | 287 | 145              | 86               | 28               | 15 488           | 697              | 2,7              | 90,6             | 16               | 79               | 39               | 21 | 17                   | 2 344                | 103                  | 2,64                 | 90,2                 | 3                    | 0                    |                      |                      |

## Trophées et honneurs personnels
- Ligue continentale de hockey :
  - 2009 : participe avec l'équipe Jágr au premier Match des étoiles.
- Ligue nationale de hockey :
  - 2013 : trophée William-M.-Jennings avec Corey Crawford
  - 2013 : champion de la Coupe Stanley avec les Blackhawks de Chicago